# 메종드바하
메종드바하는 대한민국의 스타일리스트업을 하는 기업으로 카카오엔터테인먼트의 자회사 그레이고의 자회사이다. 